# Front Polisario
El Polisario o Front Polisario, acrònim de Front Popular per a l'Alliberament de Sakia-el-Hamra i Río de Oro (àrab: الجبهة الشعبية لتحرير الساقية الحمراء ووادي الذهب, al-Jabha ax-Xaʿbiyya li-Taḥrīr as-Sāqiya al-Ḥamrāʾ wa-Wādī aḏ-Ḏahab), és un moviment polític i militar del Sàhara Occidental. Les Nacions Unides el consideren com el representant legítim del poble sahrauí i sostenen que els sahrauís tenen dret a l'autodeterminació. El Front Polisario està proscrit en les parts del Sàhara Occidental sota control marroquí, i és il·legal onejar allà la bandera del seu partit (sovint anomenada bandera sahrauí). Es membre consultiu de l'Internacional Socialista.

## Història

### Fundació en el Sàhara Espanyol
El Polisario és el successor polític del Moviment per a l'Alliberament del Sàhara, organització anticolonial fundada durant els anys 1960. Aquest moviment estava dirigit pel líder independentista Basiri, assassinat per l'exèrcit espanyol durant la dictadura de Franco. Basiri va ser executat despés d'haver iniciat la revolta de Zemla a la ciutat d'Al-Aaiun, revolta en la que molts saharauis van morir a mans de la Legió Espanyola.
El 10 de maig de 1973, un grup d'estudiants, treballadors i soldats refugiats a Mauritània, , van fundar el Front Polisario, de caràcter socialista i arabista, inspirats en el model de la revolució d'Algèria i amb el propòsit d'assolir l'independència del territori del domini colonial espanyol. El seu primer secretari general va ser Brahim Gali. El front fundaria més tard l'Exèrcit d'Alliberament Popular Sahrauí com el braç militar de l'organització amb el suport armamentístic de Moammar al-Gaddafi. El dia 20 de maig de 1973 realitzen el seu primer atemptat contra cinc agents de la Tropa Nòmada (força policial local integrada per saharauins) a la localitat de Janquel Quesat, al nord de Dcheria. Desde aleshores els seus atemptats es van basar en una estratègia de guerra de guerrilles, la primera del món organitzada en un desert i a gran escala.
El 5 de maig de 1974 es va nombrar El Uali Mustafa Sayed secretari general del Front Polisario en el seu segon congrés. D'aquesta època i fins a la sortida dels espanyols del Sàhara, el Polisario va ser el responsable d'accions terroristes contra els propis espanyols residents al Sàhara o contra sahrauís, amb objectius civils, militars, econòmics(Fos Bucraa) i polítics. A l'octubre de 1975 va mostrar el seu suport al grup terrorista FRAP davant les execucions de setembre d'aquell any.
L'1 de maig de 1977 el Front Polisario va assaltar la localitat minera de Zouerate, a Mauritània, va segrestar sis tècnics francesos en mineria de ferro i va matar a dos civils. El Polisario va segrestar dos civils més a l'octubre d'aquell mateix any, que acabarien alliberant al desembre.
Amb els pactes de 1975, la guerrilla continua combatent als països veïns que s'havien repartit el territori; conclou el 5 d'agost de 1979 que Mauritània cedís la seva part del Sàhara Occidental al Polisario, però això no és reconegut pel Marroc, que s'annexiona aquesta zona.

### Invasió marroquina (1975) i guerra del Sàhara Occidental
Des de 1975, l'organització s'estaciona a Tindouf, territori algerià. Amb l'acord tripartit de Madrid, considerat nul per les Nacions Unides, la guerrilla continua combatent als països veïns que s'havien repartit el territori, el Marroc en el nord i Mauritània en el sud.
El febrer de 1976 el Polisario proclama la República Àrab Sahrauí Democràtica desde Bir Lehlu i a El Uali com el seu primer president amb un govern a l'exili. El juny d'aquell any, al voltant de dos-cents guerrillers sahrauís ataquen Nouakchott, la capital mauritana, després d'haver recorregut més de 1000 km pel desert. El Uali estava entre ells, i mor l'endemà en la retirada. El 10 de juny de 1976, Mahfoud Ali Beiba assumeix de manera interina el càrrec de secretari general del Polisario, fins a la celebració de l'III Congrés del moviment, que nomena el 30 d'agost a Mohamed Abdelaziz com a nou secretari general.
Van prosseguir els atacs contra Mauritània, aconseguint el 5 d'agost de 1979 que Mauritània cedís la seva part del Sàhara Occidental al Polisario, però això no és reconegut pel Marroc, que s'annexiona aquesta zona l'11 d'agost. Arran d'aquesta annexió, l'ONU aprova una resolució en la qual reconeix al Polisario com el legítim representant internacional del poble sahrauí, mentre que considera al Marroc com una potencia ocupant el Sàhara Occidental.
A partir de 1981 i fins a 1987 el Marroc canvia la seva estratègia militar en construir una sèrie de vuit murs en el desert, amb una longitud de més de 2000 km, sembrat amb milions de mines, que impedeix la mobilitat dels guerrillers sahrauís i que talla el territori controlat pel Polisario en dos.
La RASD és membre de l'Organització per a la Unitat Africana (OUA) i es membre fundador de la Unió Africana (successora de l'OUA). Ha estat reconeguda com a estat per 85 països, la majoria països africans o llatinoamericans. Altres estats no reconeixen el Sàhara Occidental però sí el Polisario com a representant legítim del poble sahrauí.
Els combats continuen fins al 6 de setembre de 1991, dia en què s'acorda l'alto el foc després de la creació dels murs marroquins.
La MINURSO (Missió de les Nacions Unides per al Referèndum del Sàhara Occidental) és l'organisme encarregat de vetllar per l'alto el foc i preparar un referèndum, el qual encara no ha tingut lloc.
El Polisario controla la part occidental del territori a l'altre costat dels murs (un total de vuit), tot i que el territori està pràcticament deshabitat i les seves tropes estan estacionades a Algèria.
A Tindouf es troben organitzats els camps de refugiats saharauis. Fins fa poc tenien sota el seu poder uns 500 soldats marroquins com a presoners de guerra, alguns des de fa més de 20 anys, tot i que van ser alliberats incondicionalment com un gest de bona voluntat. Al Marroc fou censurada tota informació sobre aquest alliberament, ja que la monarquia alauita mai no ha reconegut l'existència de presoners marroquins en mans del Polisario.

## Ideologia
Les postures del partit són d'ideologia nacionalista saharaui, i el seu principal objectiu polític es l'independència del Sàhara Occidental del Marroc i constituir el territori en la forma de la República Àrab Sahrauí Democràtica. El partit te una efectiva política de comunicació pro saharaui integrada per activistes individuals, com l'activista Aminatou Haidar, o organitzacions periodístiques, culturals o a favor dels drets humans, per a obtenir financiació i suport internacional per a la seva causa.
A principis de la dècada dels anys 70 el Polisario va adoptar una retórica socialista inspirada en la revolució algeriana, seguint la línia de la majoria dels moviments d'alliberament nacional de l'època de la guerra freda àrab. A finals de la dècada dels anys 70, per ampliar els suports internacionals durant la guerra del Sàhara, es van eliminar les referències al socialisme en la constitució de la república. L'any 1991 amb la dissolució de l'URSS, el Polisario va adoptar una postura pública en favor del lliure comerç.